# خودکشی وینس فاستر
وینس فاستر، معاون مشاور حقوقی کاخ سفید، در تاریخ ۲۰ ژوئیه ۱۹۹۳ در پارک فورت مارسی واقع در کنار بزرگراه جرج واشینگتن در ایالت ویرجینیا، خارج از واشینگتن دی.سی. مرده پیدا شد. دلیل مرگ او در پنج تحقیق رسمی، خودکشی اعلام شد.

## خودکشی و تحقیقات
پلیس پارک‌های ایالات متحده آمریکا در تاریخ ۲۰ ژوئیه ۱۹۹۳ جسد وینس فاستر را که ظاهراً بر اثر شلیک گلوله‌ای که به‌صورت خودخواسته به سر خود زده بود، جان باخته بود، در پارک فورت مارسی (در نزدیکی بزرگراه جرج واشینگتن در  ویرجینیا) پیدا کرد. او در حالی پیدا شد که یک اسلحه کلت کالیبر ۳۸ اسپشیال در دست راستش بود و انگشت شستش از داخل محافظ ماشه رد شده بود.
کالبدشکافی و تحقیقات بعدی نشان داد که فاستر با همان اسلحه‌ای که در صحنه پیدا شده بود، با شلیک یک گلوله به دهانش، خودکشی کرده است.
تحقیقات بعدی نشان داد که فاستر به‌خاطر اتهامات و انتقاداتی که در ارتباط با جنجال دفتر مسافرتی کاخ سفید مطرح شده بود، دچار آشفتگی روحی شده بود. او به دوستان و همکارانش گفته بود که به استعفا فکر می‌کند، اما از این می‌ترسید که نتواند «تحقیر شخصی» ناشی از بازگشت به آرکانزاس در شرایط شکست‌خورده را تحمل کند. او اندکی پیش از مرگش به خواهرش گفته بود که دچار افسردگی است و یک روز پیش از خودکشی نیز برای درمان افسردگی به دنبال کمک پزشکی رفته بود.
اگرچه پلیس هیچ مدرکی از وقوع جنایت پیدا نکرد، چند نشریه زرد و خبرنامه، گمانه‌زنی کردند که مرگ فاستر ممکن است یک قتل بوده باشد، و حتی احتمال دخالت خود کلینتون‌ها نیز مطرح شد. تحقیقات بعدی توسط دادستان ویژه، رابرت فیسک، و کمیته بانکی سنا به این نتیجه رسیدند که هیچ مدرکی مبنی بر وقوع قتل وجود ندارد. تحقیق نهایی، به رهبری دادستان ویژه کنت استار نیز نتیجه گرفت که هیچ مدرکی برای پشتیبانی از این ادعا که فاستر به قتل رسیده وجود ندارد. گزارش استار به چندین پرسش در مورد شواهد فیزیکی و جنایی که پیش‌تر باعث ایجاد تردید شده بودند، پاسخ داد. این گزارش تأیید کرد که فاستر صاحب اسلحه‌ای بود که در خودکشی استفاده شده بود و همچنین تأیید کرد که جسد پیش از کشف توسط پلیس جابجا نشده بود. گزارش نتیجه‌گیری کرد: «در مجموع، با توجه به تمام شواهد موجود، که قابل توجه هستند، دفتر بازرس مستقل با نتیجه‌ای که همه نهادهای رسمی بررسی‌کننده این موضوع به آن رسیده‌اند موافق است: آقای فاستر در تاریخ ۲۰ ژوئیه ۱۹۹۳ با شلیک گلوله در پارک فورت مارسی خودکشی کرده است.»
با این حال، خودکشی فاستر همچنان به گمانه‌زنی‌ها دامن زده است. دونالد ترامپ، نامزد وقت ریاست‌جمهوری، در سال ۲۰۱۶ با اظهاراتی در مصاحبه با واشینگتن پست خبرساز شد؛ او گفت که مرگ فاستر «خیلی مشکوک» بوده و افزود: «باید بگویم که افرادی هستند که همچنان این موضوع را مطرح می‌کنند، چون معتقدند این قطعاً یک قتل بوده است. من این کار را نمی‌کنم، چون فکر نمی‌کنم منصفانه باشد.»

## شواهد

### کاغذ یادداشت پاره‌شده
من از روی نادانی، بی‌تجربگی و فشار کاری اشتباهاتی مرتکب شدم. من عمداً هیچ قانون یا استاندارد رفتاری را نقض نکردم.
تا آنجایی که من می‌دانم، هیچ‌کس در کاخ سفید هیچ قانون یا استاندارد رفتاری، از جمله در دفتر مسافرت، را نقض نکرده است. هیچ قصدی برای منفعت رساندن به فرد یا گروه خاصی وجود نداشت.
اف‌بی‌آی در گزارش خود به دادستان کل دروغ گفته است.
رسانه‌ها مزایای غیرقانونی که از کارکنان دفتر مسافرت دریافت کرده‌اند را پنهان می‌کنند.
حزب جمهوری‌خواه دروغ گفته، دانش و نقش خود را به اشتباه جلوه داده و تحقیقات قبلی را پوشش داده است.
دفتر خدمات نقشه کشید تا هزینه‌های اضافی به وجود آورد و از کاکی و هیلاری کلینتون سوءاستفاده کند.
مردم هرگز بی‌گناهی کلینتون‌ها و کارکنان وفادارشان را باور نخواهند کرد.
سردبیران وال‌استریت ژورنال بدون هیچ عواقبی دروغ می‌گویند.
من برای این شغل یا قرار گرفتن در کانون توجه عمومی در واشینگتن ساخته نشده‌ام. اینجا خراب کردن آدم‌ها نوعی تفریح محسوب می‌شود.

پیش‌نویس یک استعفانامه که به ۲۷ تکه‌پاره شده بود، پس از مرگ فاستر در کیف دستی او پیدا شد. استیو نویرث، مشاور حقوقی وابسته به کاخ سفید، در تاریخ ۲۶ ژوئیه این تکه‌های پاره‌شده را در کیف فاستر کشف کرد. پس از دریافت این یادداشت از نویرث، برنارد نوسبام، مشاور حقوقی کاخ سفید، چندین بار آن را دست‌کاری کرد پیش از آنکه در شب بعد، آن را به ستوان جوزف مگبی از پلیس پارک‌های ایالات متحده آمریکا تحویل دهد.
وزارت دادگستری ایالات متحده آمریکا در یک کنفرانس خبری مشترک با پلیس پارک در تاریخ ۱۰ اوت محتوای این یادداشت را افشا کرد. وزارت دادگستری اعلام کرد که اثر یک کف دست محوشده روی یادداشت وجود داشته، اما هیچ اثر انگشتی یافت نشد؛ آن‌ها تأیید کردند که دست‌خط متعلق به فاستر بوده است.
گزارش بازرس مستقل رابرت ری دربارهٔ رسوایی وایتواتر بیان می‌کند که آزمایشگاه اف‌بی‌آی در سال ۱۹۹۵ یک بررسی اثر انگشت روی این یادداشت انجام داد و اثر کف دست نوسبام را روی آن شناسایی کرد. سه کارشناس دست‌خط ادعا کردند که این یادداشت جعلی است. رجینالد آلتون، کارشناس نسخ خطی از دانشگاه آکسفورد، اظهار داشت که این جعل توسط «یک جاعل متوسط انجام شده، نه الزاماً حرفه‌ای؛ کسی که مثلاً می‌تواند یک چک را جعل کند». با این حال، گزارش نهایی اعلام کرد که سه بررسی مستقل دست‌خط توسط پلیس کنگره و اف‌بی‌آی تأیید کرده‌اند که دست‌خط موجود در یادداشت متعلق به فاستر بوده است.

## نظریه‌های توطئه

### پروژه آرکانزاس
در تاریخ ۲ مه ۱۹۹۹، روزنامه واشینگتن پست جزئیات تازه‌ای از پیگیری نظریه توطئه دربارهٔ مرگ فاستر را در مقاله‌ای به قلم دیوید براک منتشر کرد. براک، یکی از چهره‌های کلیدی در ماجراهای تروپرگیت و رسوایی وایتواتر، پس از ناامیدی از فساد سیاسی‌ای که به گفته او پشت آنچه بعدها به عنوان «پروژه آرکانزاس» شناخته شد قرار داشت، از جنبش محافظه‌کار کناره‌گیری کرد و جزئیات درونی این ماجرا را به‌طور عمومی فاش کرد. در این مقاله توضیح داده می‌شود که چگونه براک برای حضور در نشستی با رکس آرمستد به هتلی در فرودگاه میامی، فلوریدا، «فراخوانده» شد. براک ادعا می‌کند که آرمستد در این نشست، سناریوی پیچیده‌ای از «قتل وینس فاستر» را برای او تشریح کرده است — سناریویی که براک آن را غیرقابل‌باور توصیف می‌کند.

### توفان سیاسی: وقایع‌نامه کلینتون‌ها
در سال ۱۹۹۷، دن مولدیا، خبرنگار جنایی، از سوی انتشارات ریگنری، یک گروه محافظه‌کار که رؤسایشان از آثار منتشرشدهٔ او تحت تأثیر قرار گرفته بودند، دعوت شد تا کتابی دربارهٔ پرونده فاستر بنویسد.
در جریان تحقیق دربارهٔ مرگ فاستر، مولدیا دریافت که اسناد مربوط به شرکت «وایت‌واتر» در تاریخ ۲۲ ژوئیه از دفتر فاستر خارج و برای وکیل شخصی خانواده کلینتون فرستاده شده‌اند. او همچنین متوجه شد که رایج‌ترین سناریوی توطئه به سرگرد رابرت هاینز از پلیس پارک‌های ایالات متحده آمریکا بازمی‌گردد؛ کسی که این ایده را با رید ایروین (از سازمان روزنامه‌نگاری مراقبتی ای‌آی‌ام) و کریستوفر رادی (از نیویورک پست) در میان گذاشته بود. مولدیا نتیجه‌گیری می‌کند — و سرگرد هاینز نیز به‌طور علنی تأیید کرده — که هاینز اشتباهاً به ایروین و رادی گفته بود: «... هیچ خروجی برای گلوله در سر فاستر وجود نداشت … من فکر نمی‌کنم ماجرا چیزی شیطانی در خود داشت؛ او فقط داشت با خبرنگارها صحبت می‌کرد و می‌خواست چیزی برای گفتن داشته باشد.» با این حال، ادعای «نبود زخم خروجی» همچنان تکرار می‌شد.
تحقیقات مولدیا، در کنار سایر اهداف، به دنبال یافتن منشأ این خط از حملات علیه اعتبار کلینتون‌ها بود. او در مصاحبه‌ای با سلان اشاره می‌کند که «فاستر روی کت خود چند تار موی بلوند و الیاف فرش داشت، و در لباس زیرش آثار منی یافت شده بود؛ بنابراین، امثال جری فال‌ول و محافل دست‌راستی این اطلاعات را به دست آوردند و… شروع به ساختن فیلم‌هایی کردند که ادعا می‌کردند کلینتون‌ها در این قتل دست داشته‌اند.»
در سال ۱۹۹۴، فال‌ول از تولید فیلمی با عنوان وقایع‌نامه کلینتون‌ها حمایت مالی کرد؛ فیلمی که ادعاهای کریستوفر رادی را مطرح می‌کرد مبنی بر اینکه اسلحه‌ای که باعث مرگ فاستر شد، پس از واقعه در دست او قرار داده شده و جسد او به‌گونه‌ای چیده شده بود تا شبیه به یک خودکشی به نظر برسد. بودجه این فیلم از سوی گروهی به نام شهروندان برای دولت راستگو تأمین شد؛ گروهی که فال‌ول در سال‌های ۱۹۹۴ و ۱۹۹۵ مجموعاً ۲۰۰٬۰۰۰ دلار به آن پرداخت کرده بود.
شهروندان برای دولت راستگو به‌طور پنهانی به افرادی پول پرداخت می‌کرد که اطلاعاتی در اختیار رسانه‌هایی نظیر صفحه سرمقاله وال‌استریت ژورنال و مجله دی امریکن اسپکتیتر قرار داده بودند؛ و در سال ۱۹۹۵ نیز پرداخت‌هایی به دو سرباز ایالت آرکانزاس انجام داد که از ایده توطئه در مرگ فاستر حمایت کرده بودند. این دو سرباز، راجر پری و لری پترسون، پیش‌تر نیز در حمایت از ادعاهای پالا جونز مبنی بر سوءرفتار جنسی و سوءاستفاده بیل کلینتون از منابع دولتی شهادت داده بودند (رجوع شود به تروپرگیت).